# Андерс, Виктор Платонович
Виктор Платонович Андерс (настоящая фамилия — Васильев; 1885 — 1940) — русский советский художник, участник революционного движения, политкаторжанин.

## Биография
В юности жил в Пензе и Самаре, с 1903 года участвовал в революционной деятельности, был членом партии эсеров. В 1907 году осуждён на 10 лет каторжных работ, был заключённым Александровского централа.
Как художник учился в Петербургской академии художеств у Д. Н. Кардовского. В 1919 году был назначен руководителем декоративного отдела Пензенских государственных свободных художественных мастерских.
В 1926—1928 годах вместе с женой жил в Коктебеле в гостях у М. А. Волошина. В 1927 году в качестве подарка на день рождения М. С. Заболоцкой-Волошиной по фотографии написал портрет поэта. В 1928 году поссорился с Волошиным и уехал из Коктебеля.

## Работы находятся в собраниях
- Дом-музей Максимилиана Волошина, Коктебель[5].

## Известные работы
- Портрет М. Волошина (1927)